# 금암집판목
금암집판목(琴巖輯版木)은 대전광역시 유성구에 있는, 송몽인(1586∼1612)의 시집으로 그가 죽은 후 그의 부인 민씨가 유고를 모아 제작한 책판이다. 1992년 7월 22일 대전광역시의 유형문화재 제23호로 지정되었다.

## 개요
이 판목은 송몽인(1586∼1612)의 시집으로 그가 죽은 후 그의 부인 민씨가 유고를 모아 제작한 것이다.
송몽인은 조선 중기의 문신으로, 어려서부터 시에 뛰어난 능력을 보였으나, 31세의 젊은 나이로 세상을 떠났다. 큰 업적을 남기지는 못했으나, 당대 사람들이 그의 뛰어난 시문을 기려 새긴 것이다.
병자호란 때 강화도에서 순절한 죽창 이시직이 1616년에 글씨를 쓰고, 비래암 스님 지승이 새겼다. 『금암집』에 수록된 시는 모두 112종 208수이다. 본래 43판이었으나, 지금은 33판만이 남아있다.

## 참고 문헌
- 금암집판목 - 국가유산청 국가유산포털